# Barthel Beham
Barthel Beham (1502 - 1540) foi um gravador, miniaturista e pintor alemão. 

## Biografia
Irmão mais novo de Hans Sebald Beham, ele nasceu em uma famílai de artistas em Nuremberga. Aprendeu sua arte com seu irmão mais velho e com Albrecht Dürer. Trabalhou durante os anos de 1520 e criou pequenas obras-primas, o que deu a ele o apelido de Pequeno Mestre. É provável que tenha trabalhado com Marcantonio Raimondi, em Bolonha e Roma.
Em 1525, com seu irmão e Georg Pencz, foi banido da comunidade luterana de Nuremberga por afirmar seu descrédito no batismo,em Cristo e na transubstanciação. Mudou-se para Munique para trabalhar para os Duques da Baviera Guilherme IV e Ludwig X. Tornou-se um dos retratistas da corte mais famosos. De acordo com Joachim von Sandrart, Barthel morreu na Itália. 